# Alexandre César de La Panouse
Pour les autres membres de la famille, voir Famille de Lapanouse.
Alexandre César de La Panouse, 1er comte de La Panouse (Saint-Céré, 11 mars 1764 - Creysse, 14 juin 1836) est un homme politique et militaire français.

## Biographie

### Vie privée
Il est le quatrième enfant et troisième fils de Joseph de La Panouse (1727-1790) et de Catherine-Agathe de Turenne d'Aynac (1734-1816).

### Vie publique
Il entre dans la marine royale à l'âge de 14 ans. Il obtient le grade de capitaine de vaisseau et fut décoré de l'ordre de Saint-Louis. Il prit part à la guerre d'indépendance américaine.
Ruiné par la Révolution, il fonda à Paris, sous la seconde Restauration, une maison de banque qui prospéra, et fut l'un des administrateurs-fondateurs de la Caisse d'épargne et de la Compagnie royale d'Assurance. Membre du conseil général du commerce et du conseil général de la Seine, il fut élu, le 9 mars 1822, député du 6e arrondissement de Paris, par 371 voix (729 votants, 817 inscrits) contre 331 à Ternaux, et fut réélu, le 25 février 1824, par 606 voix (861 votants), contre 247 à M. de Laborde.
Il fit partie de la majorité gouvernementale, fut membre de la commission du budget, et se mêla à toutes les discussions financières et économiques. Nommé pair de France, le 5 novembre 1827, il se retira en Dordogne après les événements de juillet, la Charte de 1830 ayant annulé les nominations à la pairie faites par Charles X.
Il racheta en 1823 l'hôtel de Rohan-Montbazon à Augustin Lapeyrière, puis en 1824 le Château de la Garde et en 1826 le Château de Tiregand.

## Famille
Il épouse, le 7 novembre 1808, Anastasie Charlotte de Maquerel de Pleine-Selve (1787-1868), fille de Joseph Armand de Maquerel de Pleine-Selve et de Hélène Bouzier d'Estouilly. Ils ont six enfants.
- César Armand Anatole de La Panouse, 2e comte de La Panouse (31 décembre 1809 - 29 juin 1879) épouse Delphine Céleste Marie Victurnienne de Rougé (4 juin 1820 - 16 septembre 1852), dont descendance puis épouse Cécile Clémence Marquet (? - 31 mars 1885), sans descendance ;
- Anastasie Louise Charlotte de La Panouse (24 mars 1811 - 31 mai 1892) épouse Joseph Armand de Bonneval, 2e comte de Bonneval (13 février 1801 - 19 janvier 1879), dont descendance ;
- Henri Louis César de La Panouse, vicomte de La Panouse (24 août 1812 - 27 avril 1893), célibataire, sans enfants ;
- Artus Charles César de La Panouse, vicomte de La Panouse (12 juin 1821 - 3 février 1904) épouse Oriane Marie Blanche de Flavigny (13 mai 1835 - 24 mai 1885), dont descendance ;
- Césarine Marie Joséphine de La Panouse (24 novembre 1823 - 18 septembre 1832), célibataire, sans enfants ;
- Armandine Louise Marie de La Panouse (25 juillet 1827 - 30 janvier 1851) épouse Alfred Jacques Marie Maxence Michel de Damas, baron de Damas (6 octobre 1822 - 14 avril 1887), dont descendance.

## Distinctions

### Décorations françaises
- Chevalier de la Légion d'honneur
- Chevalier de l'Ordre royal et militaire de Saint-Louis
- Décoration du Lys (1814)